# 板橋北郵便局
板橋北郵便局（いたばしきたゆうびんきょく）は、東京都板橋区にある郵便局。民営化前の分類では集配普通郵便局であった。

## 概要
住所：〒174-8799 東京都板橋区志村3-24-16

## 沿革
- 1967年（昭和42年）10月2日 - 板橋北郵便局として、板橋区志村三丁目に開局[1]。
- 1976年（昭和51年）8月1日 - 風景入通信日付印の使用を開始。
- 1983年（昭和58年）8月 - 局舎落成。
- 2000年（平成12年）8月14日 - 外国通貨の両替および旅行小切手の売買に関する業務取扱を開始。
- 2007年（平成19年）10月1日 - 民営化に伴い、併設された郵便事業板橋北支店に一部業務を移管。
- 2012年（平成24年）10月1日 - 日本郵便株式会社発足に伴い、郵便事業板橋北支店を板橋北郵便局に統合。
- 2016年（平成28年）2月1日 - ゆうゆう窓口の24時間営業を廃止。

## 取扱内容
- 郵便、印紙、ゆうパック、内容証明
- 貯金、為替、振替、振込、国際送金、外貨両替、国債、投資信託
- 生命保険、バイク自賠責保険、自動車保険
- ゆうちょ銀行ATM
- 板橋区内の一部地域（〒174-xxxx）の集配業務
- ゆうゆう窓口

## 周辺
- 板橋区立志村第四中学校
- 板橋区立志村小学校
- 志村ショッピングセンター
- 国道17号
- 環八通り

## アクセス
- 都営地下鉄三田線 志村三丁目駅から徒歩すぐ
- 国際興業バス 志村三丁目駅停留所下車
- 首都高速5号池袋線 中台出入口から北東へ約800m